# 新兖镇
新兖镇，是中华人民共和国山東省济宁市兖州区下辖的一个乡镇级行政单位。2019年中国百强乡镇第35名。

## 行政区划
新兖镇下辖以下地区：
演武厅社区、新义村、赵家村、吴家村、刘家村、王鲁村、易村、孟村、土楼闸村、八里铺村、鲍家林村、代家村、官庄村、李楼村、马家桥村、小马青村、牛家楼村、大雨住村、大马青村、前杨村、后杨村、前寨子村、后寨子村、倪家村、于家桥村、乔家村、沈官屯村、牛厂村、于村、杨庄村、齐王庙村、泗庄村、沙岗村、王庄村、肖街村、广街村、六股路村、姜高村、徐营村、南王屯村、顺德楼村、程村、蔡行村、牛行村、张行村、叶行村、东稻营村、西稻营村、杨厂村、东张庄村、老府庄村和金村。

## 人口
2010年中国第六次人口普查时，新兖镇共有人口51505人。共有家庭15039户，平均每户3.26人。14岁以下的少年儿童共7973人，占总人口15.48%；15-64岁人口共39006人，占总人口75.73%；65岁及以上的老年人共4526人，占总人口的8.787%。男性共计26117人，占总人口50.70%；女性共计25388人，占总人口49.29%。本地居住的人口中，拥有本地户籍的人口为41201人，占79.99%。